# 山形県立米沢工業高等学校
山形県立米沢工業高等学校（やまがたけんりつ よねざわこうぎょうこうとうがっこう, Yamagata Prefectural Yonezawa Technical High School）は、山形県米沢市に所在した県立の工業高等学校。略称「米工」。

## 概要
歴史
1897年（明治30年）創立の「米沢市立工業学校」を前身とする。1948年（昭和23年）の学制改革により、新制高等学校となった。現校名となったのは1950年（昭和25年）。2017年（平成29年）に創立120周年を迎えた。
設置課程・学科
全日制課程（類コース制・修業年限3年）
- 機械生産類 - 3コース（機械加工・生産システム・生産デザイン）
- 電気情報類 - 2コース（電気・情報技術）
- 建設環境類 - 3コース（建築・土木・環境化学）

定時制課程（修業年限3年以上）
- 産業科

専攻科
修業年限は2年。
校訓
「朝礼訓」- 1920年（大正9年）5月に制定。
- 1. お互いに敬愛の実をあげよう
- 2. 自己の本分は自ら進んでつくそう

校章
校名の「米」の文字と4個の「工」の文字を図案化して組み合わせたもの。
校歌
1926年（大正15年）9月15日制定。作詞は土井晩翠、作曲は山田耕筰による。歌詞は3番まであり、校名は歌詞中に登場しない。
同窓会
「鶴城工親会」（かくじょうこうしんかい）と称している。

## 沿革
旧制・工業学校時代
- 1896年（明治29年）8月 - 米沢有為会と米沢絹織物協同組合の発議に基づき、米沢市から山形県に工業学校設置が請願される。
- 1897年（明治30年）
  - 3月 - 市立工業学校設立の認可を受ける。
  - 4月26日 - 「米沢市立工業学校」が開校。米沢市議事堂を仮校舎とする。以下の学科を設置する。
    - 本科（染織科） - 入学資格を高等小学校を卒業した14歳以上の男子、修業年限を3年とする。
    - 別科（染色科・機織科） - 修業年限を1年とする。
- 1898年（明治31年）4月1日 - 山形県へ移管され、「山形県工業学校」と改称（全国で6番目、山形県初の県立工業学校）。
- 1901年（明治34年）- 敷地を拡張し、建築と機械の2工場を建設。
- 1902年（明治35年）4月1日 - 建築、機械両科の本科と別科を新設。
- 1907年（明治40年）4月 - 校旗を制定。
- 1908年（明治41年）4月1日 - 各科に専修科を設置。
- 1920年（大正9年）
  - 2月 - 山形市、鶴岡市に県立の工業学校[2]が設立されることになり、「山形県立米沢工業学校」と改称。
  - 5月 - 校訓「朝礼訓」を制定。
- 1940年（昭和15年）9月15日 - 校歌を制定。
- 1943年（昭和18年）4月1日 - 本科工業化学科を新設。実業学校令が廃止され、中等学校令が施行される。
  - 入学資格を国民学校初等科（6年）を卒業した12歳以上の男子、修業年限を4年とする。
- 1944年（昭和19年）4月1日 - 本科電気科を新設。
- 1945年（昭和20年）
  - 4月 - 学校での授業が停止される。ただし工場等での勤労動員は継続される。
  - 8月 - 終戦。
  - 9月 - 授業が再開される。
- 1946年（昭和21年）
  - 4月1日 - 修業年限が5年（現在の中1から高2に相当）となる（ただし4年修了時点で卒業することもできた）。
  - 9月1日 - 本科土木科を新設。山形県立米沢第二工業学校の商業学校への転換（復帰）[3]に伴い、工業科を希望する学生を収容（移籍）。
- 1947年（昭和22年）
  - 4月1日 - 学制改革（六・三制の実施）が行われる。
    - 工業学校の生徒募集を停止。各科の専修科を廃止。
    - 新制中学校を併設し（名称:山形県立米沢工業学校併設中学校、以下・併設中学校）、工業学校の1・2年修了者を新制中学校2・3年生として収容。
    - 併設中学校は経過措置としてあくまで暫定的に設置されたため、新たに生徒募集は行われず在校生が2・3年生のみの中学校であった。
    - 工業学校の3・4年生はそのまま在籍し、4・5年生となった（ただし4年修了時点で卒業することもできた）。
    - 完成したばかりの講堂で創立50周年記念式典を挙行。

  - 10月 - 通常制工業課程（後の全日制課程工業科）の教護会（PTA）が発足。

新制・工業高等学校
- 1948年（昭和23年）
  - 4月1日 - 学制改革（六・三・三制の実施）により工業学校が廃止され、新制高等学校「山形県立米沢第二高等学校[4]」が発足。
    - 通常制工業課程を設置。入学資格を新制中学校を卒業した15歳以上の男子、修業年限を3年とする。
    - 工業学校卒業者（5年修了者）を新制高校3年生、工業学校4年修了者を新制高校2年生、併設中学校卒業者（3年修了者）を新制高校1年生として収容。
    - 併設中学校を継承し（名称:山形県立米沢第二高等学校併設中学校）、在校生が1946年（昭和21年）に工業学校へ最後に入学した3年生のみとなる。

  - 9月 - 定時制（夜間・4年制）を設置。染織・建築・機械の3学科を設置。
- 1949年（昭和24年）3月31日 - 併設中学校を廃止。
- 1950年（昭和25年）3月31日 - 「山形県立米沢工業高等学校」（現校名）に改称。
- 1952年（昭和27年）7月 - 定時制の教護会（PTA）が発足。
- 1961年（昭和36年）
  - 4月1日 - 定時制に電気科を新設。4月  定時制課程電気科を新設する
  - 11月 - 定時制課程にETA[5]が発足。
- 1962年（昭和37年）4月1日 - 山形県立高校整備計画により染織科を廃止し、色染化学科と紡織科の2学科を新設。
- 1963年（昭和38年）1月 - 定時制課程において一部給食を開始。
- 1969年（昭和44年）5月 - 定時制課程において完全給食を開始。
- 1973年（昭和48年）4月1日 - 紡織科を繊維工学科に改称。
- 1976年（昭和51年）11月 - 財団法人時尚奨学会を設立し、奨学金の貸与を開始。
- 1983年（昭和58年）4月1日
  - 全日制課程、色染化学科・繊維工学科・工業化学科の入学定員をそれぞれ40名とする。
  - 定時制課程の建築科・機械科・電気科の3学科の入学生を、くくり募集とし第3学年より学科専攻を行うこととする。
- 1985年（昭和60年）
  - 4月1日 - 定時制課程に商業科を新設。
  - 4月 - 体育文化活動後援会が発足。
- 1986年（昭和61年）4月1日 - 学科改編により、全日制課程の色染化学科と繊維工学科の募集を停止し、新たに電子機械科と染織デザイン科を設置。
- 1988年（昭和63年）4月1日 - 学科改編により、定時制課程の建築科・機械科・電気科のくくり募集を停止し、工業技術科を新設。
- 1991年（平成3年）8月 - 野球部が第73回全国高等学校野球選手権大会（夏の甲子園大会）に初出場。
- 1992年（平成4年）10月 - 移転地が川井地内（現在地）に決定。
- 1996年（平成8年）4月1日 - 全日制課程に情報技術科（1学級）を設置。以下の通り系・コース制を実施（3系12コース）。
  - 生産システム系 - 機械科･電子機械科･電気科･情報技術科（6コース）
  - マテリアル系 - 工業化学科･染織デザイン科（3コース）
  - 建設系 - 土木科･建築科（3コース）
- 1997年（平成9年）
  - 4月 - 移転を完了し、新校舎での授業を開始。
  - 10月 - 全日制創立100周年、定時制50年記念式典を挙行。
- 1999年（平成11年）4月1日 - 学科改編により、定時制課程の工業技術科と商業科の募集を停止し、産業科を新設。また定時制課程で単位制を導入。
- 2003年（平成15年）4月1日
  - 学科改編により、全日制課程の工業化学科・土木科・染織デザイン科の募集を停止し、環境工学科と工業デザイン科を設置。
  - 専攻科（生産情報科・定員10名・修業年限2年）を新設。
- 2005年（平成17年）4月1日 - 専攻科を拡充し、定員を15名とし、素材技術分野を新設。
- 2008年（平成20年）4月1日 - 学科改編により、全日制課程の電子機械科・情報技術科・工業デザイン科の募集を停止し、3類9コース制を導入。
  - 機械生産類 3コース（機械設計・機械加工・素材技術）、電気情報類 3コース（電気・情報技術・意匠）、建設環境類 3コース（建築・土木・環境化学）
- 2010年（平成22年）4月 - 専攻科（生産情報科・定員12名）素材技術分野の募集を停止。
- 2012年（平成24年）5月 - 山形大学工学部との教育交流に関する協定書を締結。
- 2025年（令和7年）- 山形県立米沢商業高等学校と統合し、山形県立米沢鶴城高等学校が開校に伴い、閉校[6]。

## 学校行事
全日制課程
（3学期制）
- 4月 - 始業式、入学式
- 5月 - 生徒会総会
- 10月 - 米工祭
- 11月 - 修学旅行
- 3月 - 卒業式、修了式

定時制課程（2学期制）
前期
- 4月 - 入学式、対面式、前期生徒大会
- 5月 - 1年宿泊研修、2～4年校外研修、交通安全実技講習会、修学旅行
- 6月 - 山形県定通大会
- 7月 - 前期体育祭
- 9月 - 校内生活体験発表会
- 10月 - 山形県定通生徒の集い

後期
- 11月 - 後期体育祭
- 12月 - 生徒会役員改選、芸術鑑賞
- 1月 - スキー授業、後期生徒大会
- 3月 - 卒業式

## 部活動
全日制課程
運動部
- バレーボール部
- バスケットボール部
- バドミントン部
- 卓球部
- 剣道部
- 柔道部
- サッカー部
- 野球部
- 陸上競技部
- ソフトテニス部
- 山岳部
- スキー部
- ウェイトリフティング部
- レスリング部
- 弓道部
- 水泳部
- ソフトボール部
- 自転車部

文化部
- 絵画部
- 吹奏楽部
- マイコン部
- 無線部
- 家庭部

愛好会
- バスケットボール愛好会（女）
- 英会話愛好会
- 伝統文化愛好会
- 写真愛好会

工業クラブ
- 機械系
- 電気系
- マテリアル系
- 建設系

定時制課程
運動部
- 軟式野球部
- 卓球部
- 陸上競技部
- バドミントン部

文化部
- 創作クラブ

## 著名な出身者
旧制　米沢工業学校
- 大沼哲 - 音楽家・陸軍軍人（軍楽少佐）

新制
- 山形英夫 （歌手、NHK紅白歌合戦出場）
- 坂野幸夫 （元スキージャンプ選手、チーム雪印）
- 宝井琴凌 (4代目) （講談師）
- 佐藤聡 （元サッカー選手、元FC岐阜）
- 井上治 （元プロレスラー）

## 交通アクセス
最寄りの鉄道駅
- JR東日本 奥羽本線 「米沢駅」より徒歩20分
  - 若干遠方にあるために生徒は駅から自転車での通学が多い。